# かたしな高原スキー場
かたしな高原スキー場（かたしなこうげんスキーじょう）は、群馬県利根郡片品村にあるスキー場である。スキーヤー専用であり、スノーボードでの滑走はできない。

## 概要
関東唯一のスキーヤー専用スキー場(ロコスキー場を除く)というキャッチコピーを謳っている。
イメージキャラクターにミッフィーを採用し、子ども向け・ファミリー層の集客に注力している。全体に初中級コースが多いものの、常設ポール・非圧雪斜面・(時期により)コブ練習用コースがあるなど、子ども向け専用というわけではない。
各種料金が割引になる会員制度が、ファミリー向け・レーサー向け・シニア向け・個人向けそれぞれに用意されている。
尾瀬岩鞍スキー場は本スキー場に隣接しているが、冬季のアクセス路は別であり、車ではすぐには行き来できない。しかし、きすげコース途中から連絡コースがあり、コース途中から尾瀬岩鞍スキー場の第1駐車場に滑り込め、帰りは連絡コースを下ることできすげコース下部と合流できる。通常は共通リフト券は無いが、周辺スキー場と合同で各スキー場直営施設宿泊者向けにOZE VALLEY共通リフト券が販売されることがある。

## コース
多彩なコース設定をしている。もくせいコースはコブが連続する急斜面。ちぐさコースは山頂からのパノラマが楽しめる。
また、有料の常設ポール専用コースもあり、大会開催日等の除外日を除き、予約なしで利用可能。

## リフト
- トリプルリフト3基
  - 第1トリプルパラレルA線, B線(337m) 約4分25秒
  - 第5トリプル(371m) 約4分35秒
- ペアリフト3基
  - 第2ペア (837m) 約7分30秒
  - 第3ペア (690m) ※通常平日は運休
  - 第6ペア (1,047m) 約9分35秒

## 施設
- レストラン「カントリーチャイルド」/「ミッフィーテラス」
- レストラン「スノーチャイルド」
- レストラン「チャイルド・イン」
- 雪遊びエリア「ミッフィーアドベンチャーパーク」(有料・平日無料)
- スノーエスカレーター (50m) (スキー練習、そり遊び用 有料)
- スノーストライダーパーク (2歳〜5歳児用 有料)
- 子ども連れ専用無料休憩室「キンダールーム」 (会員専用)

## 宿泊
- チャイルドロッジ
  - 中腹のゲレンデサイドに立ち並ぶ独立コテージ。駐車場からは雪上車で送迎がある。
  - レストラン「スノーチャイルド」 はチャイルドロッジのフロント・食事棟を兼ねている。
- かたしな高原ホテル
  - ゲレンデサイドではなく、アクセス路ふもとにある。

## アクセス
- 関越自動車道 沼田ICより33.3km 約50分
  - 駐車料金 普通車1000円(平日無料)
- JR上越線 沼田駅より約40km
  - タクシーで約50分
  - 関越交通バスで約80分

## 沿革
- 1967年（昭和42年） - 東京の建設会社、大都工業と大都建設の子会社、大都開発株式会社により開業。[1]
- 1981年（昭和56年） - スノーエスカレーター設置。現在のそり遊び用のものとは異なり、現在の第1トリプルパラレルリフト乗り場付近から第5トリプルリフト乗り場付近まで、初心者が簡単に移動できるように設置された距離の長いもので、椅子付きだった[2][3](本スキー場にはすでに無いが、2019年現在、白樺湖ロイヤルヒルスキー場で同タイプのスノーエスカレーターが稼働している)。
- 1988年（昭和63年） - 1987～1988～1989の2シーズンでリフトを刷新、2018年現在と同じリフト構成(第1トリプルAB,第2ペア,第3ペア,第5トリプル,第6ペア)となる[4]。
- 1996年（平成8年） - イメージキャラクターとしてミッフィーを採用[5]。
- 2009年（平成21年） - 経営悪化のため会社分割を行い新「大都開発」を設立しスキー場ならびに周辺事業を譲渡。旧「大都開発」は清算目的会社「上州開発」に改称し、翌2010年特別清算開始[6]。
- 2017年（平成29年） - 3-4歳児対象の託児所「雪の幼稚園」が1983年（昭和58年）から設置されていた[5]が、2016-2017シーズンを最後に廃止となった。